# Орпелюв
Орпелюв (пол. Orpelów) — село в Польщі, у гміні Добронь Паб'яницького повіту Лодзинського воєводства.
Населення — 763 особи (2011).
У 1975—1998 роках село належало до Серадзького воєводства.

## Демографія
Демографічна структура станом на 31 березня 2011 року:
|          | Загалом | Допрацездатний вік | Працездатний вік | Постпрацездатний вік |
| -------- | ------- | ------------------ | ---------------- | -------------------- |
| Чоловіки | 377     | 77                 | 261              | 39                   |
| Жінки    | 386     | 72                 | 240              | 74                   |
| Разом    | 763     | 149                | 501              | 113                  |